# Lawyer Milloy
(en) Statistiques sur pro-football-reference
Lawyer Marzell Milloy (né le 14 novembre 1973 à Saint-Louis) est un joueur américain de football américain.

## Enfance
Milloy étudie à la Lincoln High School de Tacoma et joue au football américain, basket-ball et baseball. Pour sa dernière saison, il marque quinze touchdowns au poste de tailback et intercepte sept passes au poste de safety.

## Carrière

### Université

#### Baseball
Il entre à l'université de Washington et s'illustre en baseball. Lors du draft de la MLB de 1995, il est sélectionné au dix-neuvième tour par les Tigers de Detroit.

#### Football américain
Il devient lors de ses premières saisons, il devient le premier defensive back à être en tête au classement des tacles de l'équipe avec 106 tacles, depuis Tony Bonwell en 1972. En 1994, comme safety, il domine une nouvelle fois aux tacles avec 115, trois fumbles provoqués, un fumble récupéré et une interception. Lors de sa dernière saison universitaire, il est nommé dans l'équipe All-American de la saison par différents organismes. Il est finaliste du Jim Thorpe Award.

### Professionnel

#### Patriots de la Nouvelle-Angleterre
Lawyer Milloy est sélectionné au second tour du draft de la NFL de 1996 par les Patriots de la Nouvelle-Angleterre au trente-sixième choix. Sa première titularisation a lieu le 20 octobre 1996 contre les Lions de Detroit, effectuant huit tacles et forçant un fumble. Pour sa première saison en professionnel, Milloy joue l'ensemble des matchs de la saison (dont dix comme titulaire) et trois matchs de play-offs. Milloy joue le Super Bowl XXXI et finit troisième au niveau des tacles pour les Patriots avec huit.
En 1997, il devient un des deux safety titulaire, fait trois interceptions ainsi que 112 tacles. Il fait dix tacles contre les Broncos de Denver.
En 1998, il est sélectionné pour la première fois au Pro Bowl après avoir fait 151 tacles lors de la saison ainsi que six interceptions. Contre les Titans du Tennessee, il fait douze tacles et intercepte une passe de Steve McNair qu'il retourne en touchdown pour une victoire 27-16. Contre les Jets de New York, il réalise douze tacles et fait son unique sack de la saison. Il est ensuite nommé joueur défensif de la semaine pour l'AFC après avoir fait douze tacles contre les Colts d'Indianapolis et intercepte une passe de Peyton Manning.
En 1999, il est sélectionné pour la deuxième année consécutive au Pro Bowl. Il commence la saison avec une interception d'une passe de Vinny Testaverde lors du premier match de la saison contre les Jets de New York et fait quatorze tacles. Il fait seize tacles contre les Chiefs de Kansas City, interceptant même une passe de Elvis Grbac. Il fait une nouvelle fois seize tacles contre les Ravens de Baltimore et fait un sack. Il termine cette saison avec quatre interceptions, deux sacks, dix passes stoppées et deux fumbles récupérés.
En 2000, Milloy domine le classement des tacles des Patriots avec 121 tacles et provoque quatre fumble et deux interceptions. Il fait quatorze tacles contre les Bengals de Cincinnati et douze contre les Bears de Chicago et les Dolphins de Miami.
Il est élu cocapitaine de l'équipe par ses coéquipiers et fait sa meilleure prestation contre les Saints de la Nouvelle-Orléans avec dix tacles et intercepte une passe de Aaron Brooks. Il enregistre neuf tacles contre les Bills de Buffalo et intercepte une passe de Alex Van Pelt. Il participe au Super Bowl XXXVI où il fait sept tacles et trois passes déviées pour une victoire des Patriots contre les Rams de Saint-Louis 20-17. Sur la saison, il fait 113 tacles, quatre passes défendues, trois sacks et un fumble récupéré. En 2002, il est troisième au classement des tacles des Patriots avec quatre-vingt-onze tacles et fait onze tacles contre les Tennessee.

#### Bills de Buffalo
Après avoir refusé une prolongation de contrat, il est libéré de l'effectif cinq jours après le début de la saison 2003. Il signe pour les Bills de Buffalo. Lors de sa première saison avec les Bills, il est titulaire, finissant quatrième de l'équipe avec 120 tacles et quatorze passes déviées ainsi que trois sacks. Contre les Texans de Houston, il fait douze tacles et fait huit tacles et une provocation de fumble contre Indianapolis. Il fait seize tacles ainsi qu'un fumble provoqué et un récupéré contre les Dolphins de Miami.
En 2004, il finit la saison avec 108 tacles. Il bat son record de tacles en un match avec dix-huit contre les Cardinals de l'Arizona. Il fait sa première interception avec les Bills contre les Jets de New York. Contre les Rams de Saint-Louis, il écœure le quarterback Marc Bulger en le sackant à trois reprises dans le même match ainsi que neuf tacles. Il fait sept tacles et sack Luke McCown contre les Browns de Cleveland.
Pour la saison 2005, il débute tous les matchs de la saison. Il fait sept tacles, un fumble récupéré et une interception dans le match d'ouverture contre Houston. Il fait quinze tacles et un sack contre les Buccaneers de Tampa Bay ainsi que onze tacles contre les Saints de la Nouvelle-Orléans et contre les Raiders d'Oakland. Il continue sur sa lancée avec quinze tacles contre Kansas City, quatorze contre les Chargers de San Diego et treize contre les Panthers de la Caroline. Il est libéré par les Bills le 1er mars 2006.

#### Falcons d'Atlanta
Il signe un contrat de trois ans avec les Falcons d'Atlanta. Il débute tous les matchs de la saison 2006 et fait 106 tacles, ainsi que cinq passes déviées. Il tacle à onze reprises contre les Giants de New York ainsi que huit contre les Steelers de Pittsburgh. Il est nommé joueur défensif de la semaine de la NFC après avoir fait dix tacles et deux passes déviées contre les Redskins de Washington. En 2007, il fait 119 tacles ainsi que deux interceptions et cinq passes défendues. Il fait onze tacles contre les Giants et les 49ers de San Francisco où il intercepte une passe d'Alex Smith. Il fait dix tacles contre les Rams de Saint-Louis, une interception et une passe déviée. Il fait quinze tacles contre Tampa Bay.
En 2008, il joue quinze match en ratant un. Il intercepte une passe, cinq passes déviées et soixante-seize tacles dans la saison régulière.

#### Seahawks de Seattle
Le 5 septembre 2009, Milloy signe avec les Seahawks de Seattle. Il joue tous les matchs de la saison mais un seul comme titulaire, effectuant deux défenses sur des passes et vingt-deux tacles. En 2010, il retrouve une place de safety titulaire, sackant à quatre reprises et taclant à soixante-et-une reprises.